# Stavropol
Stavropol, (russisk: Ставрополь, tr. Stavropol, fra 1935-1943 hed byen Vorosjilovsk russisk: Den Hvide Hær) er en by i Rusland i det Nordkaukasiske føderale distrikt med 450.680 (2020) indbyggere. Stavropol er administrativt center i Stavropol kraj, mellem Sortehavet og Kaspiske hav. Grundlagt i år 1777. Byen er hovedby i regionen, som er et udpræget landbrugsland. Den sidste sovjetiske leder, Michail Gorbatjov, er født og opvokset i byen.

## Etymologi
Navnet "Stavropol" er en russificering af et fiktivt græsk navn, "Stauropolis". Historisk var Stauropolis navnet på et uafhængigt ærkebispedømme i Karien, en romersk provins i det nuværende Anatolien. Navnet betyder "byen med korset". Ifølge en legende fandt soldater en stort stenkors, da de var ved at bygge fæstningen hvor Stavropol kom til at ligge.

## Historie
Stavropol blev grundlagt den 22. oktober 1777  efter den Russisk-osmanniske krig i 1768-1774 som en militærlejr og fik byrettigheder i 1785. Fyrst Grigorij Potemkin, der grundlagde Stavropol som en af ti fæstninger bygget mellem Azov og Mozdok på anmodning fra Katarina den Store, spillede en ledende rolle i skabelsen af byen. Donkosakker, især Khoperskij-regimentet, bosatte området i og omkring byerne Stavropol og Georgijevsk for at sikre forsvare kejserrigets grænser.
Alexander I inviterede i 1809 flere armenske familier at bosætte sig nær fæstningen, for at fremme handelen i området.
Stavropol strategiske beliggenhed understøttede det Russiske Kejserriges erobring af Kaukasus. Ved begyndelsen af 1800-tallet voksede byen til et travlt handelscenter i det nordlige Kaukasus. Byen og området rundt blev selvstændigt bispedømme i 1843 og guvernement i 1847.
Under den russiske borgerkrig skiftede byen hænder flere gange men til sidst blev Anton Denikins Hvide Hær slået af den Røde Hær, og byen blev befriet den 29. januar blev 1920. Byen omdøbtes til Vorosjilovsk den 5. maj 1935 efter Kliment Vorosjilov, men det oprindelige navn blev genindført i 1943. Anden verdenskrig gik hårdt ud over byen, der mellem 3. august 1942 og 21. januar 1943 var besat af Nazityskland. Siden 1946 er der blevet udvundet naturgas i nærheden af byen; senere blev der bygget en rørledning for at levere gas til Moskva.

## Uddannelse
I byen findes Stavropol Statsuniversitet, Nordkaukasus Polytekniske Universitet, Landbrugsuniversitet og Stavropol medicinske Akademi.

## Venskabsbyer
- Des Moines, USA
- Beziers, Frankrig
- Pazardsjik, Bulgarien
- Jerevan, Armenien
- Zhenjiang, Kina